# Distinció de matrícula d'honor a batxillerat
|  | No s'ha de confondre amb Matrícula d'honor. |

La distinció «matrícula d'honor» en Batxillerat és una distinció que es concedeix als alumnes que han finalitzat el Batxillerat amb el millor expedient acadèmic i amb la nota mitjana global més alta de la seva promoció.
Va ser creada pel Govern d'Espanya l'any 2012. La distinció es concedeix sobre la nota mitjana global obtinguda en el Batxillerat (no a una assignatura concreta). Tal com va explicar el Govern d'Espanya, la distinció "pretén reconèixer l'esforç d'aquells alumnes que aconsegueixen unes qualificacions excel·lents, vinculant el reconeixement a una valoració global més que a cadascuna de les matèries".
Tal com el professor honorari Secundino Llorente Sánchez va declarar, "la matrícula d'honor és el millor premi, guardó, recompensa o trofeu estudiantil que un alumne pot rebre als divuit anys en acabar el batxillerat i podrà presumir de la seva consecució al llarg de la seva carrera i al llarg de la seva vida".
No ha de confondre's amb la "matrícula d'honor" en la universitat (encara que tinguin un nom similar), que és una qualificació que s'atorga en una assignatura específica, tal com recull la Gran Enciclipedia Catalana. La distinció "matrícula d'honor" en Batxillerat és una distinció, premi o reconeixement de la nota mitjana global del títol de Batxillerat.

## La nova distinció "matrícula d'honor" (2012)
Aquesta distinció va ser creada pel Govern d'Espanya l'any 2012 en virtut de l'Ordre ECD/334/2012, de 15 de febrer, per la qual es modifica l'Ordre ESD/3725/2008, de 12 de desembre, sobre avaluació en Batxillerat en l'àmbit de gestió del Departament i s'estableix la distinció «Matrícula d'Honor» en el segon curs de batxillerat.
«Aquells alumnes que després de l'avaluació ordinària de segon de Batxillerat hagin obtingut en les qualificacions d'aquest curs una nota mitjana igual o superior a nou podran obtenir la distinció de ‘‘Matrícula d'Honor’’. Aquesta distinció es concedirà a un número no superior a un per cada vint alumnes o fracció resultant superior a quinze del conjunt de l'alumnat matriculat en el centre educatiu en segon curs de Batxillerat.» Ordre ECD/334/2012 del 15 de febrer.
En Batxillerat, la distinció «Matrícula d'Honor» es concedeix al millor expedient de tota la promoció, reconeixent el rendiment acadèmic de l'alumne premiat i comportant un descompte en les taxes de la universitat de l'any posterior. La legislació estableix que cada centre pot concedir una distinció «Matrícula d'Honor» per cada vint estudiants (si un centre, en una promoció, tingués entre 100-110 alumnes, serien 5 les Matrícules d'Honor a repartir).
Els equips docents de Batxillerat són els encarregats de decidir els alumnes als quals es concedeix aquesta Matrícula d'onor, si bé estaran subjectes a criteris prèviament acordats i establerts en el projecte educatiu de centre.
Obtenir la distinció «Matrícula d'Honor» pot suposar, a la finalització dels estudis, l'obtenció dels Premis Extraordinaris de Batxillerat, l'accés a les "Beques d'Excel·lència Acadèmica" del Govern autonòmic i als Premis Nacionals de Batxillerat del Ministeri d'Educació i Formació Professional (prèvia sol·licitud de la persona interessada), que regula l'Ordre ECD/482/2018, de 4 de maig, per la qual es regulen els Premis Nacionals de Batxillerat.

## Efectes econòmics
Obtenir la distinció de matrícula d'honor en Batxillerat suposa l'exempció de les taxes universitàries del primer curs universitari del grau universitari cursat immediatament posterior a Batxillerat. D'aquesta manera, suposa una exempció completa dels preus públics del primer any de carrera universitària.

## Modificació de l'any 2022
L'any 2022, el Ministeri d'Educació del Govern d'Espanya va modificar la norma per a la distinció “matrícula d'honor” en Batxillerat, i va flexibilitzar els criteris per a la seva concessió.

## Legislació
- Ordre ECD/334/2012 del 15 de febrer (per la qual es modifica l'Ordre ESD/3725/2008 de 12 de desembre) sobre avaluació en Batxillerat en l'àmbit de gestió del Departament i s'estableix la distinció «Matrícula d'Honor» en el segon curs de Batxillerat.
- Ordre ECD/482/2018, de 4 de maig, per la qual es regulen els Premis Nacionals de Batxillerat.